# Mellecey
Mellecey – miejscowość i gmina we Francji, w regionie Burgundia-Franche-Comté, w departamencie Saona i Loara.
Według danych na rok 1990 gminę zamieszkiwały 1102 osoby, a gęstość zaludnienia wynosiła 77 osób/km² (wśród 2044 gmin Burgundii Mellecey plasuje się na 209. miejscu pod względem liczby ludności, natomiast pod względem powierzchni na miejscu 679.).